# Айлін Аслим
Айлін Асли́м (тур. Aylin Aslım) — турецька співачка, авторка пісень, акторка, феміністська та екоактивістка, підтримує організацію Грінпіс.

## Історія
Народилася 14 лютого 1976 року в місті Ліх (Німеччина) в турецькій родині. Коли їй виповнилося 1,5 роки, родина повернулася до Туреччини, але через деякий час батьки знову поїхали до Німеччини, а Айлін залишили з бабусею, яка її і виховувала. Айлін вчилася в Beşiktaş Atatürk Anadolu Lisesi, закінчила Босфорський Університет (вчителька англійської).

### Початок музичної кар'єри
У 1994 році Айлін почала виконувати пісні іноземних виконавців. У 1996 році стала вокалісткою рок-гурту Zeytin («Зейтін» — «Оливка»), з яким виступала на сцені Стамбульського клубу Kemancı («Кеманджи» — «Скрипаль»). Крім роботи в гурті, вчилася та давала уроки англійської. Через півтора року покинула гурт у зв'язку з бажанням виконувати іншу музику та щось змінити в своєму житті. У 1998 році Айлін Аслим стала другою на музичному конкурсі Roxy Müzik Günleri, а у 1999 році отримала спеціальну премію журі (Roxy Müzik Günleri — це конкурс молодих виконавців, який щороку відбувається в стамбульському клубі Roxy (у 2012 році конкурс відбувся в 17-й раз, Айлін є членкинею журі).
У 1998 році Аслим заснувала гурт Süpersonik («Сюперсонік»), який виконував електронну музику. Деякий час учасником цього гурту був і Хайко Джепкін.

### Gelgit(2000)
Працювати над своїм першим альбомом Аслим почала у 1997 році, цього ж року завершила його. Але через незвичне звучання звукозаписуючі компанії не хотіли ризикувати, тож альбом побачив світ лише через кілька років. У 2000 був виданий перший альбом Айлін Аслим «Gelgit», електронний, м'який, дещо наївний, до якого увійшли всі її перші пісні, що були написані у 20-річному віці. Альбом став першим в Туреччині у стилі електро-поп, але дуже погано продавався, Аслим сама шукала місця для виступу. За словами виконавиці, їй, як комусь, хто бажає розповісти щось своєю музикою, електронна музика не могла дати достатньо енергії та динамізму. В Туреччині це все ще лишалося досить андеграундною річчю. Розчарувавшись в музичній індустрії, Аслим на 5 років припинила писати власні пісні.
В цей час Аслим як музична редакторка займалася організацією концертів та фестивалів. Так, у 2000 році вона взяла участь в організації фестивалю H2000, в якому, Аслим, виступили BUSH, Chumbawamba, GusGus, Lamb, Jay Jay Johanson. З 2001 року Айлін Аслим займається організацією фестивалів H2000, Creamfieds та Rockistanbul, також вона відкривала концерти Tindersticks, HIM, Placebo, Macy Gray та Queen Adreena.
У 2003 році Аслим разом з Mor ve Ötesi, Athena, Bülent Ortaçgil, Vega, Feridun Düzağaç, Bulutsuzluk Özlemi та Koray Candemir взяла участь в записі синглу Savaşa Hiç Gerek Yok, що став справжнім антивоєнним гімном.
У 2003 році її пісню Senin Gibi грецькою виконала грецька поп-виконавиця Teresa, цей варіант пісні побачив світ у Туреччині у 2005 році.
У 2004 році Аслим виконала пісню Kimdi Giden Kimdi Kalan, що увійшла до альбому Murathan Mungan (Муратхан Мунган, «Söz Vermiş Şarkılar»). У цьому ж році разом з діджеєм Mert Yücel (Мерт Йюджел) записала пісню Dreamer (в цій роботі Аслим взяла участь під псевдонімом Mish Mish), сингл англійською, виданий в Англії на Baroque Records UK та став 3-м в англійському чарті Balance Chart UK і першим в США в Balance Chart USA. Також у 2004 році турецький режисер Fatih Akın (Фатіх Акин) у фільмі «Duvara Karşı» («Головою об стіну») використав пісню Аслим Senin Gibi з її першого альбому.
У 2005 році Айлін Аслим отримала роль у фільмі Теомана «Balans ve Manevra» та записала для нього саундтрек — пісню Теомана Bazı Yalanlar. Цього ж року пісню з першого альбому виконавиці Keşke використали як саундтрек до фільму Kutluğ Ataman «İki Genç Kız» («Дві молоді дівчини»).

### Gülyabani(2005)
У квітні 2005 року побачив світ другий альбом Аслим «Gülyabani», Aylin Aslım ve Tayfası. Альбом, на відміну від першого, був поп-роковим, мав деякі етнічні мотиви та став популярнішим за перший. На пісні Gülyabani, Ben Kalender Meşrebim та Ahh було знято кліпи. Після виходу альбому Аслим виступала з концертами на території всієї Туреччини майже 3 роки.
В червні 2005 року вийшов новий альбом «Y.O.K» гурту Çilekeş, до запису якого була залучена і Аслим — музиканти разом записали піснюYetmiyor. Музикантка знялася і в кліпі на цю пісню.
У 2006 році разом з Ogün Sanlısoy (Огюн Санлисой) записала пісню Kendin Oldun. Трохи згодом з гуртом Bulutsuzluk Özlemi виконала пісню Bağdat Kafe та знялася в кліпі до неї. А у 2007 році взяла участь у концерті гурту Bulutsuzluk Özlemi 20. Yıl, присвяченому 20-річчю музичної діяльності колективу. На цьому концерті разом з музикантами гурту виконала 2 пісні — Yüzünde Yaşam Izleri Vardı та Bağdat Kafe.
У 2007 році для альбому з піснями Onno Tunç (Онно Тунч) записала пісню Bir Çocuk Sevdim, яку раніше виконувала Sezen Aksu (Сезен Аксу).
У 2008 році бере участь у проєкті Rock Sınıfı, або «Рок клас», до якого було включено CD, відео та інтерактивний сайт з іграми, піснями та віршами. Її робота, що повертала в минуле, пісня Madde, отримала відеоверсію та стала дуже популярною серед дітей до 13 років.

## Феміністська діяльність
Ще у 2005 році у пісні Güldünya Айлін Аслим підняла питання про домашнє насильство, але щойно пісня вийшла, вона була заборонена. У тексті лірична героїня звертається до брата, якого просить не вбивати її (ймовірно, йдеться про вбивство честі, смерть за посаг чи іншу форму феміциду). Аслим багато часу проводила на семінарах, збирала кампанії щодо захисту прав жінок. «Коли люди навколо мене помирають або помирають в містах цієї країни, я повинна про це сказати… коли про це ніхто не говорить, це робить тебе єдиною, і тебе бачать в ролі адвокатки, це стало головним в моїй музичній індивідуальності», — говорить Аслим [Rock'n Coke]. Щоб привернути увагу до проблеми насильства та жорстокості в родинах та вирішити її, у 2008 / 2009 роках Аслим бере участь у кампанії «Ні домашньому насильству», спонсором якої виступила Hürriyet. В рамках кампанії було записано альбом та відбувся концерт Güldünya Şarkıları, в якому взяли участь 13 відомих мисткинь. Організатори для назви кампанії обрали пісню Аслим Güldünya, яка також увійшла до альбому. Пісню Güldünya виконала Sezen Aksu (Сезен Аксу), що для самої Аслим стало визначною подією. Айлін виконала пісню Nilüfer (Нілюфер) Karar Verdim. Ось що говорить музикантка про участь в концерті:

Якби можливо було цим концертом та альбомом зробити один крок, щоб привернути до цього питання увагу та вирішити його, та якщо в цьому є хоч часточка моєї заслуги, я буду щаслива.
Оригінальний текст (тур.)
Yapılan konser ve albümle bu soruna dikkat çekmek ve çözmek anlamında bir adım atılabilmişse ve benim bunda bir payım olabildiyse bundan mutluluk duyarım.

Айлін Аслим не соромиться публічно висловлювати свою точку зору з усіх питань, починаючи з прав жінок та закінчуючи байдужим ставленням влади, що призводить до того, що на вулицях країни збільшуються прояви насильства проти жінок, вона протистоїть необізнаним медіа, підіймаючи галас. Журналісти, в тому числі журналістки, часто питають Аслим, чи не була вона сама жертвою поганого ставлення. Її відповідь зазвичай завжди однакова:

Чи треба мати велику проблему в своєму саду, щоб піклуватися про навколишнє середовище?
Оригінальний текст (англ.)
Do you have to have a big problem in your garden to care about the environment?

Наприкінці 2008 року Аслим запрошено виступити на Світовому Музичному фестивалі в Нідерландах. В Стамбулі вона виступала з Orient Expressions, всесвітньо відомою фолк співачкою Sabahat Akkıraz (Сабахат Аккираз) та реп-виконавицею-початківкою Ayben (Айбен).
У 2009 році пісні Ben Yaptım та Yok Olduk, які виконала Аслим, увійшли до альбому Selim Demirdelen (Селім Демірделен) Dut Ağacı. Вона написала пісню Siz для Hande Yener (Ханде Йенер), яка увійшла до альбому Hayrola?, а також записала пісню Der Garten з німецьким гуртом Letzte Instanz, що увійшла до їх альбому Schuldig.

### Canını Seven Kaçsın(2009)
22 квітня 2009 року в стамбульському клубі JJ Balans Performance Hall відбулася презентація третього альбому Аслим «Canını Seven Kaçsın», реліз якого відбувся 10 червня 2009 року. До альбому увійшло 8 пісень, слова та музику до яких Аслим написала сама, а продюсування розділила з Sarp Özdemiroğlu (Сарп Оздеміролу). Формуванням звучання альбому займалися гітарист гурту Övünç Dan (Овюнч Дан), Safa Hendem (Сафа Хендем) та Sarp Özdemiroğlu (Сарп Оздеміролу). Альбом починається з пісень з агресивним тоном, який потім дещо пом'якшується і зрештою закінчується дуже оптимістичною піснею Güzel Günler. Деякі з пісень в альбомі «Canını Seven Kaçsın» про кохання та стосунки, в деяких з них йде мова про «…ідіотів, які використовують жінок у своїх цілях або пригнічують їх» — говорить авторка. Енергійне, динамічне та органічне звучання альбому складається з İndie-Rock-Punk і Riot Grrrl (İsyankar Kızlar) напрямків, альтернативи, протесту, фемінізму, спротиву лицемірству, бунту, дуже швидких ритмів, палаючих гітар, агресивних ударних, відчайдушних басів, емоційного та потужного вокалу.

Від останнього альбому до тепер, «Canını Seven Kaçsın» став відображенням всього хорошого, що я накопичила. Я мала декілька варіантів пісень та балад. Але я не використовувала те, що не відповідає духу цього альбому. В цьому альбомі міститься 8 особливих пісень.
Оригінальний текст (тур.)
Son albümden bu yana biriktirdiğim şeylerin güzel bir yansıması oldu ‘Canını Seven Kaçsın’. Elimde birçok parça eskizi ve balad vardı. Ama bu albümün ruhuna uymayacağı için kullanmadım. Özellikle seçilmiş sekiz şarkı var albümde.

На обкладинці Аслим схожа на амазонку та жінку з індіанського племені. Виконавиця пояснює вибір образу:

Ми намагалися показати характер жінки, яка не розірвала зв'язки з дикою природою. Не пригнічуючи свою природу, не вбиваючи, не перетворюючись в когось іншого, себе зберегти нелегко. Цей імідж відповідає сміливості та відкритості в словах пісень. На мою думку, джерело проблем всіх сучасних молодих людей в тому, що вони віддалилися від природи. Існують не торкаючись дерев, не ступаючи на землю. Я думаю, ясність розуму можна забезпечити лише якщо повернутися до природи.
Оригінальний текст (тур.)
Vahşi doğa ile bağını koparmamış bir kadın karakter ortaya çıkarmaya çalıştık. Kendi doğasını ezdirmeden, öldürmeden, başkalarının istediği şeye dönüşmeden kendini koruyabilmek kolay değil. Bu imaj, şarkı sözlerindeki cesaret ve açıklıkla da örtüşüyor. İnsanların günümüzdeki sorunlarının kaynağı, doğadan uzaklaşmış olmaları bence. Ağaca dokunmadan, toprağa basmadan yaşamaları. Yaratıcılığı körükleyecek dinginliğin ve akıl berraklığının, ancak doğaya dönerek sağlanacağını düşünüyorum.

На відміну від агресивних та дещо отруйних пісень на початку альбому, завершують його три пісні — м'які, наївні.

«K.A.L.P», «Aşk Geri Gelir» з першого разу такими вдалися. Сумні та наївні. У мене був дуже близький друг, який переїхав до іншої країни. І я зовсім не сподівалася, що одного разу він повернеться та оселиться зовсім поруч з моїм будинком. Ми, як і раніше, знову отримали можливість бачитися. Для мене це було просто неймовірно. «Arkadaşlar geri gelir, aşk geri gelir» («друзі повертаються, кохання повертається») так і сталося.
Оригінальний текст (тур.)
‘K.A.L.P’, ‘Aşk Geri gelir’ bir kerede çıkmış şarkılar. Hem hüzünlü, hem naifler. Başka bir ülkeye taşınmış çok yakın bir arkadaşım vardı. Hiç tahmin etmediğim bir zamanda geri geldi ve evimin çok yakınına taşındı. Biz eskisi gibi görüşebilmeye başladık. Bu bana çok iyi gelmişti, ‘Arkadaşlar geri gelir, aşk geri gelir’ böyle çıktı.

3 липня 2009 року Аслим взяла участь у рок-фестивалі «Zephyr Rock Festivali», що відбувався в Урла-Ізмір, а 18 липня виступила на фестивалі Rock'n Coke в Стамбулі. 23 грудня 2009 року на концерті Cem Adrian (Джема Адріана) в стамбульському клубі Beyoğlu Hayal Kahvesi Айлін виконала з ним дуетом свою пісню Senin Gibi.

### Zümrüdüanka(2013)
В день свого народження, 14 лютого, Айлін Аслим презентувала нову пісню під назвою İki Zavallı Kuş. Пісня була записана разом з Teoman (Теоманом) та стала першою для музиканта після його повернення в музику. Пізніше стало відомо, що İki Zavallı Kuş це не просто нова пісня — це перший сингл з нового альбому. 8 березня 2013 року вийшов новий альбом Айлін під назвою «Zümrüdüanka». До альбому було включено 8 пісень, дві з яких є каверами: Hasret (пісня Сезен Аксу, написана Atilla Özdemiroğlu та Aysel Gürel) та Ölünür de (автор Övünç Dan (Овюнч Дан). Авторкою слів та музики до інших пісень є сама Айлін, музика до пісні Zümrüdüanka та Usta написана нею самостійно, а до всіх інших — у співавторстві з Övünç Dan (Овюнч Дан). «Zümrüdüanka» — це перший альбом Аслим, до якого увійшли дуети. Пісня İki Zavallı Kuş виконана разом з Teoman (Теоманом), а Af — з Cem Adrian (Джемом Адріаном). Головними темами альбому є кохання та сум. Презентація альбому відбулася 13 квітня 2012 року в концертному залі Стамбулу IKSV.

## Продовження кар'єри (2010–2012)

### 2010
У 2010 році Аслим взяла участь у проєкті, присвяченому 20-річчю організації з захисту жінок Mor Çatı (консультування жінок та боротьба з домашнім насильством). В межах цієї акції 8 турецьких дизайнерів/ок розробили дизайн футболок, а відомі жінки Туреччини зробили свій внесок в захист жінок та дітей, які зазнали насильства, вдягнувши ці футболки.
22 березня 2010 року Аслим взяла участь у проєкті Dinleyici Destek Projesi на Açık Radyo (Ачик Радіо) як ведуча, її гостем став Хайко Джепкін.
21 липня 2010 року виступила на концерті, присвяченому 40-річчю творчої діяльності Bülent Ortaçgil (Бюлент Ортачгіль), де виконала його пісню Mavi Kus.
У 2010 році приєдналася до рядів активістів Грінпіс, які виступали проти ядерної енергії. Також підтримала кампанію 2 Milyon İstanbullu, що виступала проти будівництва третього мосту через Босфор, внаслідок якого може бути знищено 2 мільйони дерев.
5 жовтня 2010 року на каналі Dream TV відбулася прем'єра кліпу на пісню Аслим Aşk Geri Gelir з її третього альбому.
17 жовтня 2010 року на каналі Haber Türk вийшла в ефір телепрограма Kıyıdan, музичним супроводом до якої є тюркю у виконанні Аслим.
11 грудня 2010 року відбувся вечір пам'яті Ahmet Kaya (Ахмет Кайя) Ölümünün 10. Yılında, куди була запрошена і Аслим. Вона виконала пісню İçimde Ölen Biri Var.

### 2011

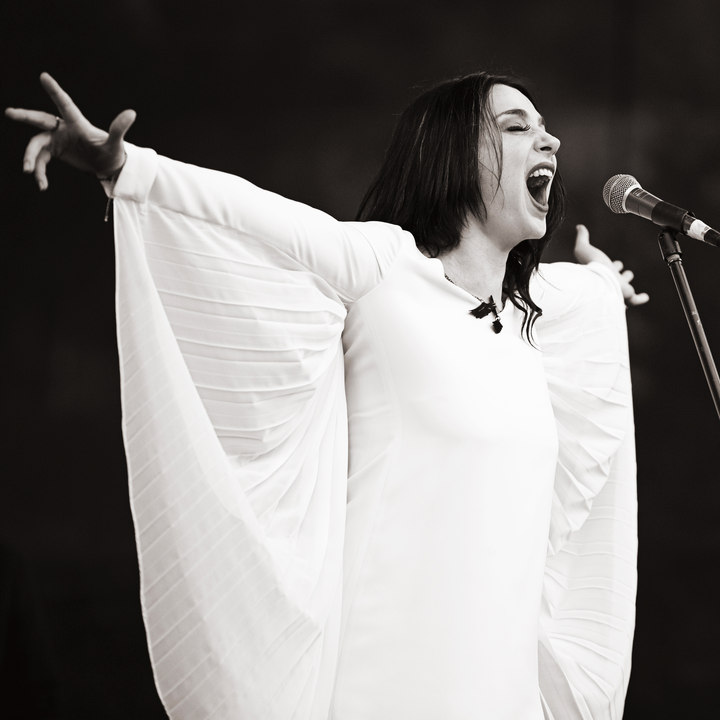
Виступ на Van için rock

13 березня 2011 року на каналі Haber Türk відбулася прем'єра музичної програми Ses…Bir…Iki…Üç, ведучими якої стали Аслим та Mehmet Çağçağ. В прямому ефірі, в чудовій та душевній атмосфері, ведучі та їхні гості спілкуються на різні теми, розповідають про свої плани, досягнення та співають. У новому сезоні, що розпочався у вересні 2011 року, формат програми дещо змінився — тепер під час прямих ефірів до студії приходить не один гість, а двоє. Аслим залишилася єдиною ведучою. З моменту виходу в ефір Ses…Bir…Iki…Üç її гостями стали Mor ve Ötesi, Redd, Cem Adrian, Moğollar, Gripin, Hayko Cepkin, Baba Zula, Yasemin Mori та багато інших уже відомих артистів і музикантів-початківців.
Після землетрусу, що стався 23 жовтня 2011 року у провінції Ван, Аслим активно допомагала постраждалим. Вона стала однією з учасниць благодійного концерту Van için rock, що відбувся 30 жовтня в Стамбулі. На зібрані кошти музиканти планували побудувати школу в регіоні, що постраждав від лиха, про що 7 грудня був підписаний протокол в Анкарі.
2011 року Айлін стала однією з членкинь журі премії «Нові таланти» організації DOCUMENTARIST, створеної за ініціативою кількох молодих документалістів під егідою Avrasya Sanat Kolektifi (Евразійський художній колектив). Метою цієї нагороди є стимулювання нового покоління кінематографістів-документалістів.

### 2012
На початку 2012 року на екрани вийшов серіал SON, в якому Аслим зіграла співачку Селен — найкращу подругу головної героїні.
20 січня 2012 року вона взяла участь у концерті, присвяченому пам'яті вірменського журналіста Hrant Dink (Хрант Дінк), якого було вбито у Стамбулі.
3 та 24 лютого стала спеціальною гостею на концерті Mor ve Ötesi. Разом музиканти виконали пісню Camgezer.
У травні увійшла до складу журі другого щорічного нагородження премією в рекламній сфері «Гниле яблуко». Церемонія нагородження відбулася 16 червня 2012 року.
Наприкінці весни почалися зйомки нового фільму відомого турецького режисера Reha Erdem (Реха Ердем) — «Şarkı Söyleyen Kadınlar» («Жінки, що співають»), в якому Аслим виконає одну з головних ролей. Зйомки тривалістю 8 тижнів мали відбутися на острові Бююкада.
4 липня 2012 року Аслим виступила на фестивалі Tuborg Goldfest в Стамбулі.
Влітку 2012 року разом з іншими відомим діячами кіно, музики та телебачення підтримала проєкт «Ses ver!», метою якого є протест проти будівництва гідроелектростанцій. Під керівництвом Korhan Özyıldız, соліста гурту Marsis, було підготовлене відео, в якому під гаслом «Дай голос проти ГЕС» виступили учасники проєкту. Вони вважають, що в їхній країні немає необхідності у використанні гідроелектроенергії, та готові виступати проти будь-якого проєкту, який руйнує життя та природу. Спричинення шкоди географії, я в якій вони живуть, з такою швидкістю, учасники(-ці) порівняли зі зламаною гілкою, на якій сидиш. Саме тому вони вважають, що вже настав час виступити проти всього, що шкодить живій природі та проти гідроелектростанцій. У цьому відео Айлін Аслим говорить: «Настав час помиритися з життям та природою».

## Музика

### Музиканти, з якими працює Аслим
- Айча Саригюль — бас
- Бариш Йилдирим — гітара
- Мерт Алкайа — ударні

За час своєї музичної діяльності працювала, виступала та записувала пісні з такими музикантами:
- Mor ve Ötesi
- Cem Adrıan
- Redd
- Erdem Yener
- Bulutsuzluk Özlemi
- Çilekeş
- Letzte Instanz
- Ayben
- Sabahat Akkıraz
- Hande Yener
- Ogün Sanlısoy

### Про Євробачення
Айлін Аслим про Євробачення:

Навіть якщо б я і хотіла, та мені ніхто не пропонував. Я не можу танцювати та все інше. На Євробаченні ти повинен і бігати, як коняка, і танцювати, і все інше та ще й співати при цьому. Це зовсім не для мене. Коли я була молода, прекрасно було брати участь в Roxy Müzik Günleri, але очевидно, що з моїм віком та досвідом брати участь в конкурсі немає сенсу.
Оригінальний текст {{ref-tr           }}
[{{{2}}}] Помилка: {{Lang}}: невпізнаний код мови: tr            (допомога)

## Нагороди
У 1998 році отримала другу премію на Roxy Müzik Günleri, а у 1999 році отримала спеціальну премію журі.
У 2009 році за версією Galatasaray Üniversitesi визнана найкращою рок-співачкою (En iyi kadın rock şarkıcısı) [недоступне посилання з травня 2019]
За версією журналу Billboard Türkiye (випуск за січень 2010 року № 39) в списку найкращих 50 турецьких музичних альбомів 2000–2010 років альбом Gülyabani посідає 32-гу сходинку.

### Чарти
- Balance Chart UK — 3 (2004) (Mert Yucel & Mish Mish — Dreamer (2004) Baroque Records UK)
- Balance Chart USA — 1 (2004) (Mert Yucel & Mish Mish — Dreamer (2004) Baroque Records UK)

- альбом Canını seven kaçsın — 3 (липень 2009 року), хіт-парад турецьких музичних альбомів, складений відповідно до щотижневих чартів музичного магазину D&R, опублікований в журналі Blue Jean за серпень 2009 року, випуск № 8
- альбом Canını seven kaçsın — 4 (вересень 2009 року), хіт-парад турецьких музичних альбомів, складений відповідно до щотижневих чартів музичного магазину D&R, опублікований в журналі Blue Jean за жовтень 2009 року, випуск № 10
- альбом Canını seven kaçsın — 10 (грудень 2009 року), хіт-парад турецьких музичних альбомів, складений відповідно до щотижневих чартів музичного магазину D&R, опублікований в журналі Blue Jean за січень 2010 року, випуск № 01
- альбом Canını seven kaçsın — 10 (січень 2010 року), хіт-парад турецьких музичних альбомів, складений відповідно до щотижневих чартів музичного магазину D&R, опублікований в журналі Blue Jean за лютий 2010 року, випуск № 02

- сингл Sen mi — 7 (липень 2009 року), хіт-парад турецьких синглів, складений відповідно до щотижневих чартів різних турецьких радіостанцій, опублікований в журналі Blue Jean за серпень 2009 року, випуск № 8
- сингл Hoşuna gitmedi mi? — 5 (грудень 2009 року), хіт-парад турецьких синглів, складений відповідно до щотижневих чартів різних турецьких радіостанцій, опублікований в журналі Blue Jean за січень 2010 року, випуск № 01
- сингл Hoşuna gitmedi mi? — 10 (січень 2010 року), хіт-парад турецьких синглів, складений відповідно до щотижневих чартів різних турецьких радіостанцій, опублікований в журналі Blue Jean за лютий 2010 року, випуск № 02

## Дискографія

### Студійні альбоми
- Gelgit — 2000
- Gülyabani — 2005
- Canını Seven Kaçsın — 2009
- Zümrüdüanka — 2013

### Кліпи
- Senin Gibi
- 4 Gün 4 Gece
- Zor Günler (Umudum Var)
- Gülyabani
- Ben Kalender Meşrebim
- Ahh
- Madde
- Sen Mi?
- Hoşuna Gitmedi Mi
- Aşk Geri Gelir

### Збірки
- Savaşa Hiç Gerek Yok (2003)
- Murathan Mungan Söz Vermiş Şarkılar (2004)
- Mert Yucel — Dreamer (2004) Baroque Records UK
- Çilekeş Y.O.K (2005) — Yetmiyor
- Ogun Sanlisoy (2006) — Kendin Oldin
- Bulutsuzluk Özlemi (2006–2007) Bulutsuzluk Özlemi 20. Yıl — Yüzünde Yaşam Izleri Vardı и Bağdat Kafe
- Onno Tunc (2007) — Bir Çocuk Sevdim
- Rock Sınıfı (2008) — Madde
- Güldünya Şarkıları (2008–2009) — Karar Verdim
- Selim Demirdelen Dut Ağacı (2009) — Ben Yaptım и Yok Olduk
- Hande Yener Hayrola? (2009) — Siz (слова та музика написані Айлін)
- Letzte Instanz Schuldig (2009) — Der Garten
- Duvara Karşı (2004) — Senin Gibi (пісня та кліп використані у фільмі)
- İki Genç Kız (2005) — Keşke (саундтрек)
- Balans ve Manevra (2005) — Bazı Yalanlar (саундтрек)
- Bulent Ortacgil (2010) — Mavi Kus

## Фільмографія
- Balans ve Manevra (2005)
- Son (2012)
- Şarkı Söyleyen Kadınlar (2012)

## TV/Radio
- Açık Radyo (2010.03.22) — Dinleyici Destek Projesi (ведуча)
- Haber Türk — Kıyıdan (2010) (саундтрек)
- Haber Türk (2011–2012) Ses…Bir…Iki…Üç (ведуча)